# 9119 Georgpeuerbach
9119 Georgpeuerbach eller 1998 DT är en asteroid i huvudbältet som upptäcktes den 18 februari 1998 av Meyer/Obermair-observatoriet. Den är uppkallad efter den österrikiske astronomen och matematikern Georg Peurbach.